# 戸崎町駅
戸崎町駅（とさきちょうえき）は、かつて愛知県岡崎市戸崎町にあった、名鉄岡崎市内線の駅。

## 概要
- 相対式2面2線の乗り場が設けられていたが、安全地帯は設置されていなかった。

## 歴史
- 1899年（明治32年）1月1日 - 「岡崎馬車鐵道」により開業。軌間762mmの単線軌道であった。
- 1911年（明治44年） - 社名を「岡崎電気軌道」と改称。
- 1912年（大正元年）9月1日 - 600V電化。同時に1067mm軌間へ改軌。
- 1922年（大正11年） -  岡崎停車場（後の岡崎駅前駅） - 殿橋（後の岡崎殿橋駅）間複線化。
- 1927年（昭和2年）7月19日 - 岡崎電気軌道が三河鉄道に合併。三河鉄道の駅となる。
- 1941年（昭和16年）6月1日 - 三河鉄道が名古屋鉄道に合併。名古屋鉄道の駅となる。
- 1962年（昭和37年）6月17日 - 岡崎市内線および福岡線福岡町 - 大樹寺間廃止により廃駅となる。

## 隣の駅
名古屋鉄道
岡崎市内線
車庫前駅 - 戸崎町駅 - 戸崎口駅